# Acanista
Acanista es un género de escarabajos longicornios de la tribu Acanthocinini que contiene una sola especie, Acanista alphoides. La especie fue descrita por Pascoe en 1864.
Se distribuye por Australia y Papúa Nueva Guinea. Mide aproximadamente 11-20 milímetros de longitud.